# Alejandro Forero
Alejandro Jorge Forero Álvarez, es un médico chileno especializado en cardiología, denunciado por crímenes de lesa humanidad por su actuación durante la última dictadura militar. Forero fue denunciado por ex detenidos de supervisar las torturas infringidas por la DINA en los centros clandestinos de detención a los prisioneros  y de drogarlos para que pudieron hacerlos desaparecer.
Detenido por la PDI 7 de abril del 2024 por ser cómplice de la desaparición de Luis Cruz y Ricardo Weibel.

## Trayectoria
Se tituló de médico cirujano en la Universidad Católica de Chile y trabajó como miembro del departamento de medicina interna y cardiología del Hospital Clínico de la Fuerza Aérea de Chile. Es médico especialista en cardiología y en medicina interna. Obtuvo el título de especialista en Medicina de Aviación. Realizó cursos de posgrado en la Universidad de Alabama en los Estados Unidos. Es consultor cardiológico para los estudios de investigación del laboratorio privado Merck Sharp & Dohme.
Es miembro del Equipo de Cardiología y Cirugía Cardiovascular de la Clínica Indisa.

## Membresías
- Colegio Médico de Chile.
- Sociedad Médica de Santiago.
- Sociedad Chilena de Cardiología.
- Miembro de la Asociación Americana de Cardiología.
- Miembro de la Sociedad Americana de Ecocardiografía.
- Fellow del Colegio Americano de Cardiología.[5]
- Miembro de la Sociedad Chilena de Medicina Intensiva.[7]